# Kanzen Na Hiruma
Kanzen Na Hiruma (完全な昼間) – album japońskiej post-rockowej grupy kabaddi kabaddi kabaddi kabaddi, wydany w 2006 roku przez label 7 e.p.

## Spis utworów
Na okładce albumu tytuły nie są podane, zamiast nich znajdują się różnobarwne kreski symbolizujące tytuły. Discogs i iTunes podają tytuły utworów jak następuje:
1. "White" - 0:31
2. "Blue" - 5:57
3. "Yellow" - 1:29
4. "Orange" - 4:31
5. "Brown" - 4:20
6. "Green" - 8:50
7. "Red" - 9:03
8. "White" - 3:48

## Twórcy
- Yasuaki Sakai - perkusja
- Franz Prichard - gitara
- Mitsuhiro Ariizumi - gitara
- Tomomi Arai - gitara
- Takashi Ueno - harmonijka, saksofon
- Masaki "Fish" Tada - miks, mastering
- Oprawa artystyczna Ari's Art Dept (pomysł), Tomomi Arai (obraz)